# クリー・ウィク (小惑星)
クリー・ウィク (5688 Kleewyck) は小惑星帯の小惑星である。パロマー天文台でエレノア・ヘリンによって発見された。クリー・ウィク族という小規模な小惑星族が存在するらしいが、詳細は不明。
カナダの芸術家、作家のエミリー・カーの異名であり、後に半自伝的な著書の題名にもなった「クリー・ウィク」（Klee Wyck: バンクーバー島西海岸に住む先住民ヌーチャノスの言葉で「笑えるやつ」の意味）から命名された。